# Жванко, Любовь Николаевна
Жванко Любовь Николаевна (род. 23 января 1972 г. в с. Хорошки, Козельщинского района, Полтавской области) — специалист в области истории, доктор исторических наук (2013 г.), профессор (2015 г.), директор Украинско-польского культурно-образовательного центра Харьковского национального университета городского хозяйства имени А. Н. Бекетова (2014 г.), член Международной ассоциации гуманитариев (2012 г.)

## Биография
Родилась 23 января 1972 г. в с. Хорошки, Козельщинского района, Полтавской области. Родители, Жванко Николай Иванович (1950 г.) и Жванко Валентина Ивановна (1949 г.), работали колхозниками.
1989 г. – окончила с отличием Хорошковскую среднюю школу им. М. В. Остроградского и поступила на обучение в Полтавский государственный педагогический институт (сегодня – Национальный педагогический институт имени В. Г. Короленко) на исторический факультет.
1994 г. – окончила с отличием институт по специальности «История и право» и получила направление на обучение в аспирантуре.
1994–1995 гг. – учитель истории и правоведения средней школы № 1 г. Комсомольска Полтавской области.
Октябрь 1995 – февраль 1999 гг. – обучалась в аспирантуре Харьковского государственного политехнического университета (сегодня – Национальный технический университет «Харьковский политехнический институт») по специальности «История Украины».
Январь 2000 – июнь 2002 гг. – учитель истории и правоведения средней школы № 48 г. Харькова.
Октябрь 2002 г. – начала научно-преподавательскую деятельность в Харьковской государственной академии городского хозяйства (Харьковский национальный университет городского хозяйства имени А. Н. Бекетова) в должности ассистента кафедры истории Украины.
Январь 2003 г. – защитила кандидатскую диссертацию на тему «Внутренняя политика Украинского государства в области охраны здоровья и социальной защиты населения (29 апреля – 14 декабря 1918 года)» (научный руководитель – А. А. Нестуля, доктор исторических наук, профессор Полтавского университета потребительской кооперации Украины).
2006 г. – переведена на должность доцента.
2008 г. – присвоено учёное звание доцента.
Март 2013 г. – защитила докторскую диссертацию на тему «Первая мировая война: беженцы в Украине (1914–1918 гг.)» (научный консультант – А. А. Нестуля, доктор исторических наук, профессор, ректор Полтавского университета экономики и торговли).
Декабрь 2013 г. – избрана на должность профессора кафедры истории и культурологии.
Сентябрь 2014 г. – директор Украинско-польского культурно-образовательного центра ХНУГХ им. А. Н. Бекетова.
Март 2015 г. – член специализированного учёного совета Д 17.051.01 Запорожского национального университета по двум специальностям: 07.00.01 «История Украины» и 07.00.06 «Историография, источниковедение и специальные исторические дисциплины».
Июнь 2015 г. – присвоено учёное звание профессора.
Сентябрь – декабрь 2016 г. ‒ победитель 15-го выпуска стипендиальной программы Министерства культуры и национального наследия Республики Польша «Thesaurus Poloniae», координатор ‒ Международный центр культуры в Кракове.
Май 2017 - награда Имени Ивана Выговского под патронатом Президента Польши Анджея Дуды (Варшава, Польша).

## Педагогическая деятельность
Педагогическая деятельность Л. Н. Жванко началась в средней школе № 1 г. Комсомольска Полтавской области, где с 1994 по 1995 год она работала учителем истории и правоведения. По окончании аспирантуры в 1999 г. Любовь Николаевна продолжила преподавание истории в средней школе № 48 г. Харькова.
С октября 2002 г. Л. Н. Жванко работает в Харьковской государственной академии городского хозяйства (сегодня – Харьковский национальный университет городского хозяйства имени А. Н. Бекетова) на должности ассистента кафедры истории Украины (ныне – кафедра истории и культурологии). За эти годы она прошла путь от ассистента до профессора, читая студентам курсы по «Истории Украины», «Истории украинской культуры», «Краеведению».
С 2003 г. Л. Н. Жванко начинает преподавание авторского курса «Краеведение», который имеет значительную методическую основу и мультимедийное обеспечение. В рамках этого курса она подготовила и опубликовала 16 методических изданий, из которых – два конспекта лекций «Краеведение» и учебное пособие «Краеведение Слобожанщины». Материалами курса пользуются не только студенты ХНУГХ им. А. Н. Бекетова в подготовке к занятиям, а и коллеги из других учебных заведений в своей преподавательской деятельности, а также учителя средних школ. В соответствии с программой курса «Краеведение», Л. Н. Жванко постоянно организовывает посещения студентами исторического, литературного и художественного музеев Харькова, академического украинского театра имени Т. Г. Шевченко.
Персонально и совместно с коллегами по кафедре Л. Н. Жванко опубликовала 34 учебно-методических издания, из них – «Словарь-справочник по истории Украины», два конспекта лекций: «История украинской культуры» и «История Украины».
Активно руководит научной работой студентов. Её ученики – участники студенческих конференций, в частности, международной конференции молодых учёных «Каразинские чтения» (Харьковский национальный университет имени В. Н. Каразина), авторы креативных проектов и презентаций.
Благодаря высокому научно-педагогическому уровню, Любовь Николаевна стала дипломантом конкурса «Высшая школа Харьковщины – лучшие имена – 2013» в номинации «Преподаватель гуманитарных дисциплин».

## Научная деятельность
Научные интересы Любови Николаевны Жванко охватывают широкий спектр вопросов европейской истории, истории Украины и краеведения. Она проводит многолетние исследования проблематики беженства Первой мировой войны, внесена в единый международный реестр учёных ORCID.
Любовь Николаевна Жванко победила на Всеукраинском конкурсе молодёжных работ «Беженцы и изгнанники в истории Украины» (Диплом Верховного комиссара ООН по делам беженцев и Грамота Государственного комитета Украины по делам национальностей и миграций), который проходил в 2003 г. под эгидой Управления Верховного Комиссара ООН по делам беженцев., и в 2007 г. — на Втором областном конкурсе «Лучший молодой учёный Харьковщины».
Жванко Л. Н. активно принимает участие во многих украинских и международных проектах: 
- инициатор и соредактор Международного проекта, посвящённого столетию Первой мировой войны «Вся Европа в движении: Великая война и её беженцы 1914–1918» («Europe on the Move: the Great War and its Refugees, 1914–1918»), 2014–2015 гг. (соредактор Питер Гетрелл, профессор университета в Манчестере, Великобритания). Грантовый проект осуществлялся при финансовой поддержке Британской Академии наук[4];
- Опубликована монография: Europe on the Move: Refugees in the Era of the Great War, 1912-1923. Manchester : Manchester University Press, 2017. 352 pp.[5];
- участница Международного проекта «1914–1918–Online», иниции-рованного Свободным университетом в Берлине, Германия (2014 г.). Грант Немецкого исследовательского фонда (DFG)[6].;
- участница научно-исследовательского проекта Института истории Украины НАН Украины «Великая война 1914–1918 гг. и Украина», осуществляемого по заказу Государственного комитета телевидения и радиовещания Украины по программе «Украинская книга» (2013–2015 гг.);
- участница научно-издательского проекта Дипломатической академии Украины «Первая и Вторая мировые войны в истории человечества (к 100-летию начала Первой и 75-летию начала Второй мировых войн)» (2014–2017);
- участница проекта «Uchodźstwo polskie w Rosji w latach I wojny światowej. (Tułaczka. Egzystencja na wygnaniu. Powrót. Rola w rozwoju kultury narodowej)» отдела истории стран Восточной Европы Университета Марии Складовской-Кюри, Люблин, Польша. Руководитель проекта профессор Мариуш Коженевский (2015–2016).

Любовь Николаевна – участница более 80 международных научных форумов, проходивших в Украине, Великобритании (Лондон, Манчестер), Испании (Барселона), Латвии (Даугавпилс), Литве (Вильнюс), Германии (Люнебург, Гёттинген), Польше (Перемышль, Белосток, Гдыня), России (Санкт-Петербург, Москва, Калининград, Брянск, Тверь), Италии (Венеция), Франции (Париж), Чехии (Прага) и др. Участница Всемирного конгресса историков в Циндао (Китай, август 2015 г.)., член Международной ассоциации гуманитариев (2012 г.)
За весомый научный и общественный вклад в реализацию государственной гендерной политики на региональном уровне награждена Почётной Грамотой главного управления по делам семьи, молодёжи и спорта Харьковской областной государственной администрации (2012 г.).
Л. Н. Жванко – автор ряда рецензий на книги австрийских, польских, украинских, российских, немецких историков, выступала оппонентом на защите кандидатских диссертаций в специализированном совете Харьковского национального университета имени В. Н. Каразина, Запорожского национального университета. Подготовила более десятка отзывов на авторефераты кандидатских и докторских диссертаций. Приглашена к работе в статусе рецензента в журнале «Colloquium» Отдела гуманитарных и общественных наук Академии Военного флота (Гдыня, Польша), член научного совета журнала «Res Historica» (Люблин, Университет Марии Склодовской-Кюри). Была в составе авторского коллектива сотрудников ХНУГХ им. А. Н. Бекетова, разработавшего «Стратегию развития Харькова до 2030 г.» (2011 г.), является одним из авторов юбилейного издания «Харьков – 350. История. Современность. Стратегия развития» (2004 г.).
Как авторитетный учёный Л. Н. Жванко была неоднократно приглашена к участию в передачах на Национальном радио, радио «Культура», Харьковском областном радио, выступала в авторском проекте журналистки Ирины Мироненко «Муравский шлях» (подготовлено 12 передач), популяризируя тематику своих научных и краеведческих исследований.
Позитивные отзывы о её трудах зарубежных коллег, среди которых: британский историк П. Гетрелл, польские учёные М. Коженёвский и Я.-М. Пискорский, канадский профессор О. Субтельный, её членство в Международной ассоциации гуманитариев. дают основание говорить о ней как об украинской исследовательнице, нашедшей свою нишу в европейском научном сообществе.

## Общественная деятельность
Л. Н. Жванко принимает активное участие в общественно-научных и культурно-образовательных мероприятиях, организованных Генеральным Консульством Республики Польша в Харькове. Она выступила одним из разработчиков Проекта «Поляки на карте Харькова» (2012 г. – карта), (2013 г. – образовательный календарь), подготовленного под руководством Яна Граната, генерального консула Республики Польша в Харькове (2010–2014 гг.). Победитель конкурса переводов стихов, посвящённых Году Чеслава Милоша, польского поэта, Нобелевского лауреата (2011 г.).
С сентября 2014 года в ХНУГХ им. А. Н. Бекетова функционирует Украинско-польский культурно-образовательный центр, который возглавила Л. Н. Жванко. При центре действут курсы польского языка, разговорный клуб, проводятся различные мероприятия украинско-польской тематики, поддерживается активное сотрудничество с польскими вузами-партнёрами в рамках образовательных программ.
В сентябре 2015 г. на территории библиотеки Университета (читальный зал социально-экономических наук), в рамках недели Польши в ХНУГХ им. А. Н. Бекетова, приуроченной к годовщине основания Центра, была открыта Польская библиотека. Основу книжного собрания составили около 400 изданий на польском языке, подаренных Генеральным Консульством Республики Польша в Харькове, Европейским Институтом недвижимости (Краков, Польша), Институтом национальной памяти (Варшава, Польша), Польским Институтом в Киеве. Доступ к фонду имеют все посетители библиотеки ХНУГХ им. А. Н. Бекетова и других образовательных учреждений, присоединившихся к проекту «Единая карточка читателя», инициированному в Харькове.
Л. Н. Жванко выступила инициатором проведения Международного симпозиума «1915 год: война, провинция, человек: украинско-польские акценты» (ХНУ им. В. Н. Каразина, апрель 2015 г.);
Соорганизатор проведения историко-архитектурного украинско-польского симпозиума «Украинско-польские архитектурные визии: взгляд сквозь времена и эпохи» (ХНУГХ им. А. Н. Бекетова, апрель 2016 г.).

## Публикации
Л. Н. Жванко – автор более 170 научных трудов, опубликованных в Украине и за рубежом, в частности: три персональные монографии, восемь коллективных работ, более 100 статей и тезисов докладов – в том числе свыше 30 в зарубежных исторических изданиях (Беларусь, Латвия, Литва, Польша, Германия, Россия, Япония, Франция), занесенных в международные наукометрические базы данных (Scopus, Index Copernicus, EBSCO-CEEAS, Index in MLA International Bibliography, РИНЦ), в ведущих изданиях Института истории Украины НАН Украины, на интернет-портале HISTORIANS.IN.UA. В процессе печати и перевода – труды в научных изданиях Польши, Чехии, Великобритании.
Список опубликованных трудов профессора Л. Н. Жванко см. в разделе «Ссылки».

### Выступления Л. Н. Жванко
- Публичная дискуссия «Первая мировая война: украинский счёт» во Львове, 12 сентября 2014 г.
- Лекция «Беженство Первой мировой войны и волонтёрское движение на украинских землях», Киев, 11 декабря 2015 г.
- Прямой эфир программы «Харьков-online-день», 02 марта 2016 г., канал ОТБ
- Участница программы «Историческая правда с Вахтангом Кипиани» (Львов, 23 апреля 2016 г.)
- Участница авторской программы журналистки Запорожской ТРК Ольги Вакало «Я и Это» (Запорожье, 1 июля 2016 г.)

### Рецензии на книги Л. Н. Жванко
- Гусєв В. Нове дослідження з історії Української Держави П. П. Скоропадського / В. Гусєв // Історичний журнал. — № 6. — 2009. -

С. 123—125.
- Жванко Л. М. Біженство Першої світової війни в Україні: документи і матеріали (1914—1918 рр.) : монографія / Л. М. Жванко ; Харків. нац. акад. міськ. госп-ва. — Харків : ХНАМГ, 2010. — 360 с.
- Рец.: Гай-Нижник П. П. [Рецензія на книгу] / П. П. Гай-Нижник // Український історичний журнал. — 2010. — № 5. — С. 214—218.
- Рец.: Шацилло В. К. [Рецензія на книгу] / В. К. Шацилло // Київська старовина. — 2010. — № 5. — С. 167—170.
- Rec.: Korzeniowski M. L. [Recenzja ksiąźki] / Mariusz Korzeniowski // Wrocławski Studia Wschodnie, 2011. — № 15. — S. 200—203.
- Rez.: Mark R. A. [Buchbesprechung] (недоступная ссылка) / R. A. Mark // Jahrbücher für Geschichte Osteuropas: jgo.e-reviews. — 2012. — № 2. — S. 37 — 38. (недоступная ссылка)
- Rez.: Pavlova I. [Buchbesprechung] / I. Pavlova // Jahrbucher fur Geschichte Osteuropas: jgo.e-reviews. — 2014. — № 62. — S. 4.
- Лихачова Т. Рецензія на книгу Л. М. Жванко «Біженці Першої світової війни: український вимір (1914—1918 рр.)»

## Досуг
Многолетним увлечением Любови Николаевны Жванко является чтение художественной литературы, посещение театральных постановок. При этом она стремится знакомиться с новинками отечественной и мировой прозы и поэзии, часто посещает литературные презентации, организуемые в харьковском книжном магазине «Е». Коллекционирует книги с автографами не только своих коллег-историков, а и писателей, среди которых — Януш-Леон Вишневский, Ян Пекло, Сергей Жадан, Игор Зарудко, Анатолий Днистровый, Мила Иванцова, Макс Кидрук, Оксана Луцишина, Олег Положий, Татьяна Терен.
В 2015 г. Л. Н. Жванко дебютировала как автор верлибров в сборнике современной украинской и польской поэзии:
| «…іноді, на межі доби приходять гарні думки, цікаві ідеї… і добрі новини від друзів далеких, яких ще не бачив… і друзів близьких справжніх таких як весняний дощ перший у цьому році…» 27 березня 2015 р. | «…niekiedy na granicy dnia przychodzą piękne myśli, ciekawe idee… i dobre nowości od przyjaciół dalekich, których jeszcze nie widziałeś i przyjaciół bliskich prawdziwych takich jak wiosenny deszcz pierwszy w tym roku…» (переклад Надії Стрем) |

Вулиця надії = Ulica nadziei: збірка сучасної української й польської поезії. — Харків : Майдан, 2015. — 204 с.
Эта книга — первая попытка объединения Польши (Познань, Вроцлав) и Украины (Львов, Луцк, Винница, Киев, Харьков) в новом историческом измерении.